# Kalkgrasdwergspin
De kalkgrasdwergspin (Metopobactrus prominulus) is een spinnensoort in de taxonomische indeling van de hangmatspinnen (Linyphiidae).
Het dier komt uit het geslacht Metopobactrus. Metopobactrus prominulus werd in 1872 beschreven door Octavius Pickard-Cambridge.